# The Coffin
The Coffin (โลงต่อตาย, Long Tor Tai), es una película de terror, Tailandesa, Coreana y de Singapur del año 2008, dirigida por Ekachai Uekrongtham y protagonizada por Ananda Everingham y Karen Mok.

## Trama
En Tailandia existe una curiosa y espeluznante tradición que se celebra con gran entusiasmo por la población. Esta costumbre dicta que para alejar la mala suerte y el karma negativo que una persona trae consigo, ésta debe encerrarse por una tarde dentro de un ataúd y simular su propia muerte. Sin embargo, para un hombre llamado Chris, un arquitecto claustrofóbico, lo hace con la esperanza de salvar a su novia que está muriendo de cáncer terminal. Ella es Sue, una nutricionista que llegó a Tailandia desde Hong Kong. Ella lo hace para salvar su propia vida después de ser diagnosticada con un tumor cerebral letal - una semana antes de su boda.
Después del ritual, Chris y Sue sienten una experiencia en lo que parecen ser milagros en sus vidas respectivas. Pero pronto, se encuentran confrontados por una serie de incidentes extraños y aterradores. Con la ayuda de un profesor especializado en casos paranormales relacionados con el ritual, se disponen a exorcizar los fantasmas que les persiguen. Para una mujer que debe salvar su propia alma, el ritual se convertirá en el inicio de una pesadilla que demuestra que tentar al destino y engañar a la muerte no es siempre una buena idea.

## Reparto
- Ananda Everingham - Chris
- Karen Mok - Zoe
- Ananda Everingham
- Florence Faivre
- Andrew Lin
- Napakpapha Nakprasitte	 ...	May
- Suchao Pongwilai	 ...	The Undertaker
- Micheal Pupart	 ...	Professor Thanachai
- Tassawan Seneewongse	 ...	Joe's Mother
- Aki Shibuya	 ...	Mariko
- Robert Rothenborg

## Verdarero Ritual
Ekachai Uekrongtham para hacerThe Coffin se inspiró después de ir a un funeral masivo para los vivos, donde miles de personas van hasta en un templo del Norte oriental en Tailandia se encuentran en ataúdes y pasar por el ritual.